# Stefan Marx (Fußballspieler)
Stefan Marx (* 29. September 1969 in Leipzig) ist ein ehemaliger deutscher Fußballspieler.

## Sportliche Laufbahn

### Vereinskarriere
Der Defensivspieler stammte aus der Nachwuchsabteilung des 1. FC Lokomotive Leipzig, in der Stefan Marx 1976 mit dem Fußballsport begann, und ihm gelang bei Lok der Sprung in die höchsten Spielklasse des DDR-Fußballs. Er debütierte am letzten Spieltag der Oberligasaison 1988/89 beim 2:1-Heimsieg der Leipziger gegen den FC Carl Zeiss Jena. Im Winter 1990/91 wechselte er nach 17 Erstligapartien aus der nunmehr als NOFV-Oberliga firmierenden Spielklasse zum 1. FC Markkleeberg, der in der letzten eigenständigen Spielzeit des ostdeutschen Zweitligafußballs in Ligastaffel B antrat und am Ende in dieser den 7. Rang belegte.
Nach der Zusammenführung von ost- und westdeutschem Fußball im gesamtdeutschen Ligafußball spielte Stefan Marx unter anderem in der drittklassigen Regionalliga: von 1995 bis 1997 beim VfL Herzlake und von 1997 bis 1999 bei Kickers Emden.

### Auswahleinsätze
Beim vermutlich letzten Match einer DDR-Olympiaauswahl gegen einen anderen Verband spielte Stefan Marx an der Seite von Jürgen Rische, Thomas Linke und André Hofschneider im Juli 1990 gegen die USA-Nationalelf.
Zuvor hatte der Lok-Akteur bereits zehn Einsätze in der Juniorenauswahl des DFV verzeichnen können. Mit der DDR-Elf holte Marx 1988 bei der U-18-EM in der ČSSR die Bronzemedaille. Im Anschluss resümierte das Fachblatt fuwo zu seiner Leistung im Match gegen die UdSSR: „Schöpfte bei seinem einzigen Einsatz seine Möglichkeiten aus, gefiel durch Offensivdrang, muß bei Vorstößen allerdings noch mehr Übersicht und Cleverneß im Abschluß an den Tag legen.“